# 草鞋

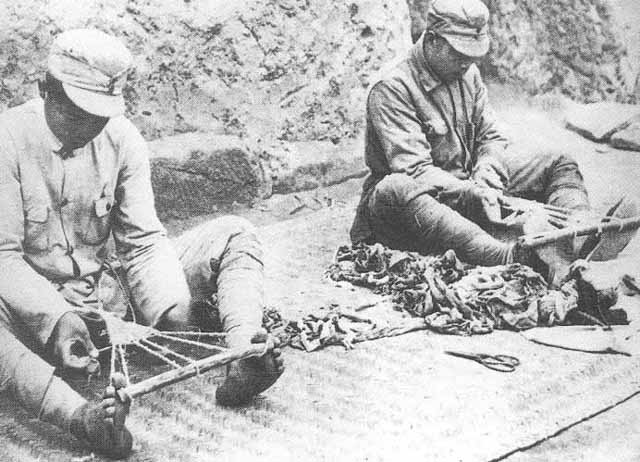
編草鞋的八路军士兵

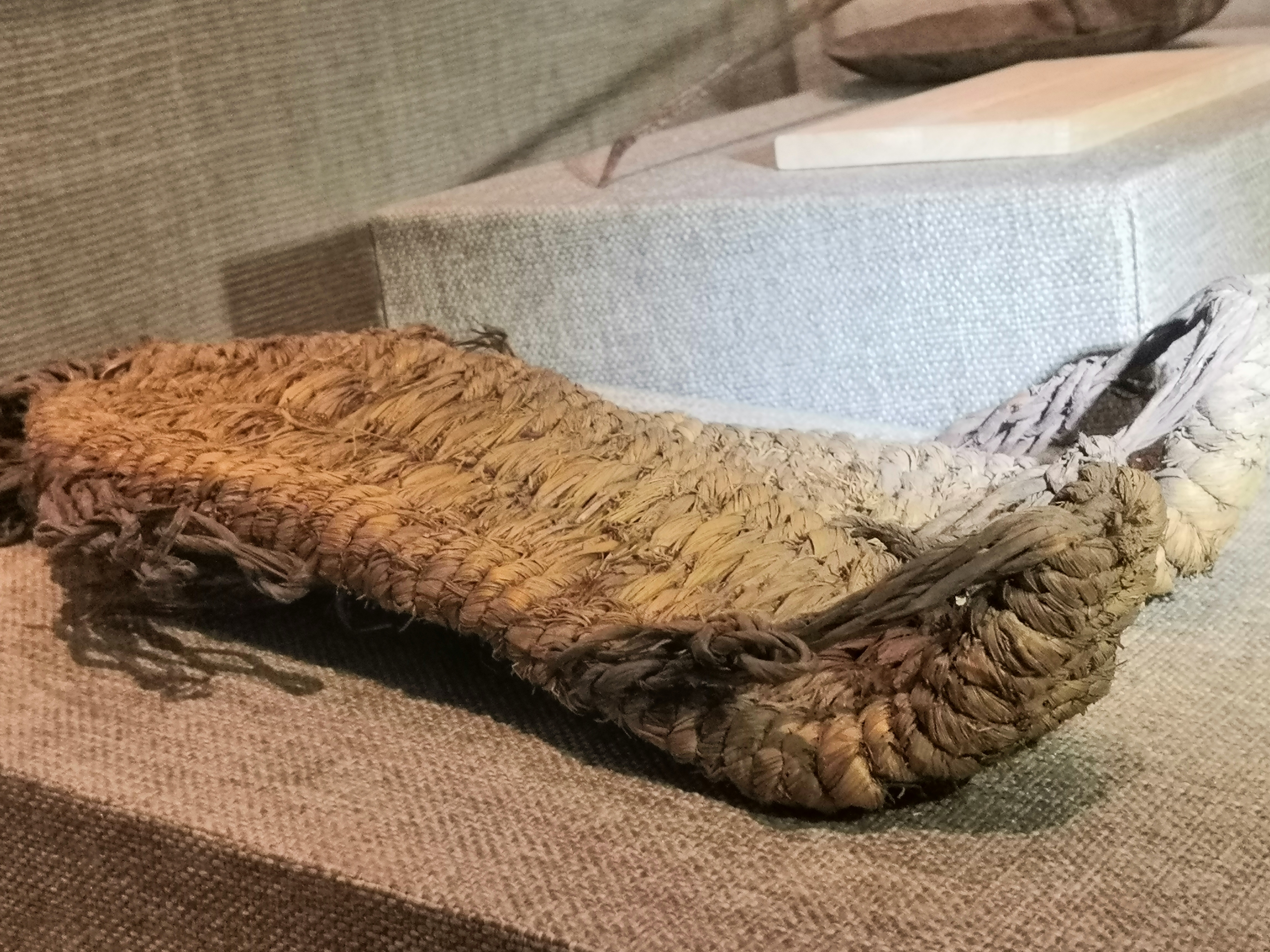
三年游击战时期，中國共產黨红军游击队员所穿的草鞋。

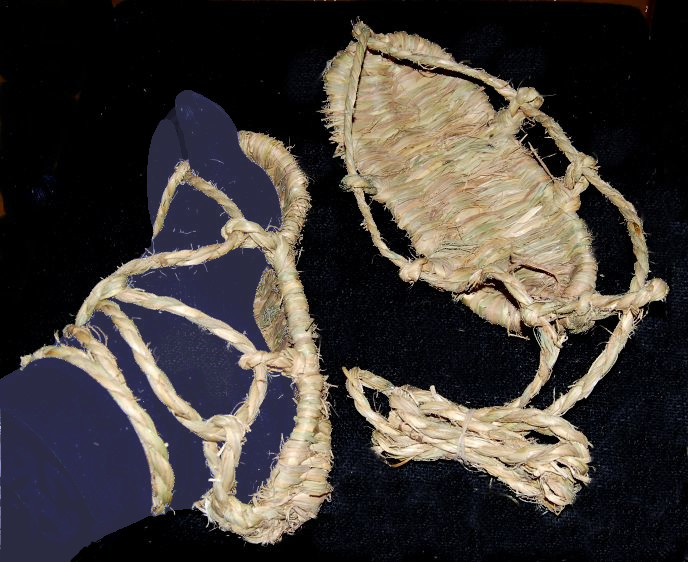
日式草鞋，日文特稱為藁草履（わらぞうり ^{Warazōri}），以區分指稱更為廣泛的「草履」。中文裡的「藁」通「稿」，即草桿。

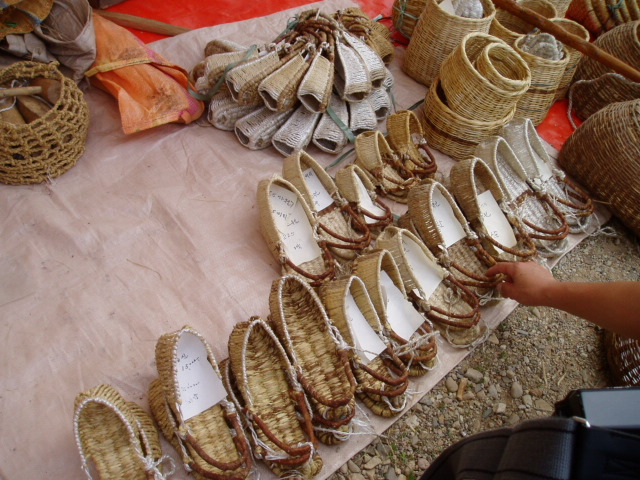
韓式草鞋，通稱「짚신」（Jipsin）。韓文亦有對應漢字「草鞋」的名稱「초혜」（Chohye），但較少被使用。

草鞋，或稱草屨，是用草繩編成的涼鞋，常以香蒲、稻草等作為編織材料。由於材料價格低廉，是古代老百姓常穿的鞋子。

## 東亞

### 中國
草鞋古稱跂蹻，居喪時所穿的草鞋則稱苞屨，用芒草編的則稱芒鞋，草鞋在中國起源很早，歷史久遠，可算是中國人的一項重要發明。它最早的名字叫“扉”，相傳為黃帝的臣子不則所創造。芒鞋也是傳統漢傳佛教僧侶經常穿著的服飾，釋暢懷稱通常只能穿三星期即損毀，不過由於草滿山都是，毋需成本，爛了再織就是了。後來社會發展至有僧服承辦商，不再穿草鞋，但僧服承辦商仍保留草鞋的涼鞋式既設計，所以僧鞋都有六個洞，美其名為「羅漢鞋」，但釋暢懷表示佛教本無這名相，十八羅漢殿的羅漢，也沒有一個是穿所謂「羅漢鞋」的。再後來，有人衍生出這樣的解讀──羅漢鞋的六個洞代表六入（一說六度），低頭看見自己穿著這對鞋在腳上，代表「看破放得下」。

### 朝鮮
朝鮮半島古代常民或以下階層及軍人多穿草鞋。

### 琉球
琉球傳統的草鞋稱為三板，上至國王下至奴婢都穿著，上層社會人士所穿的三板有皮革緝邊。

## 歐洲

### 德國

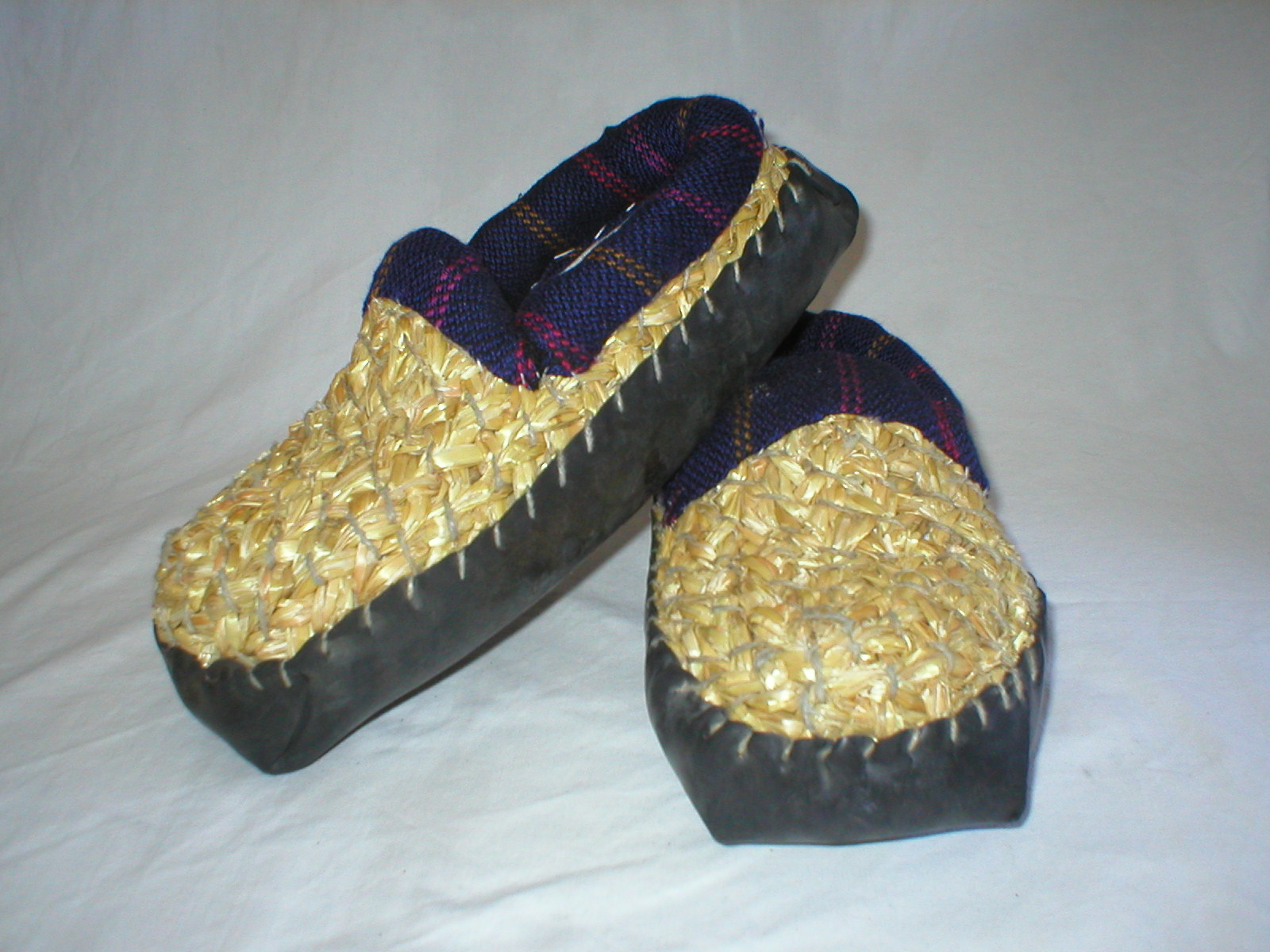
傳統德式草鞋

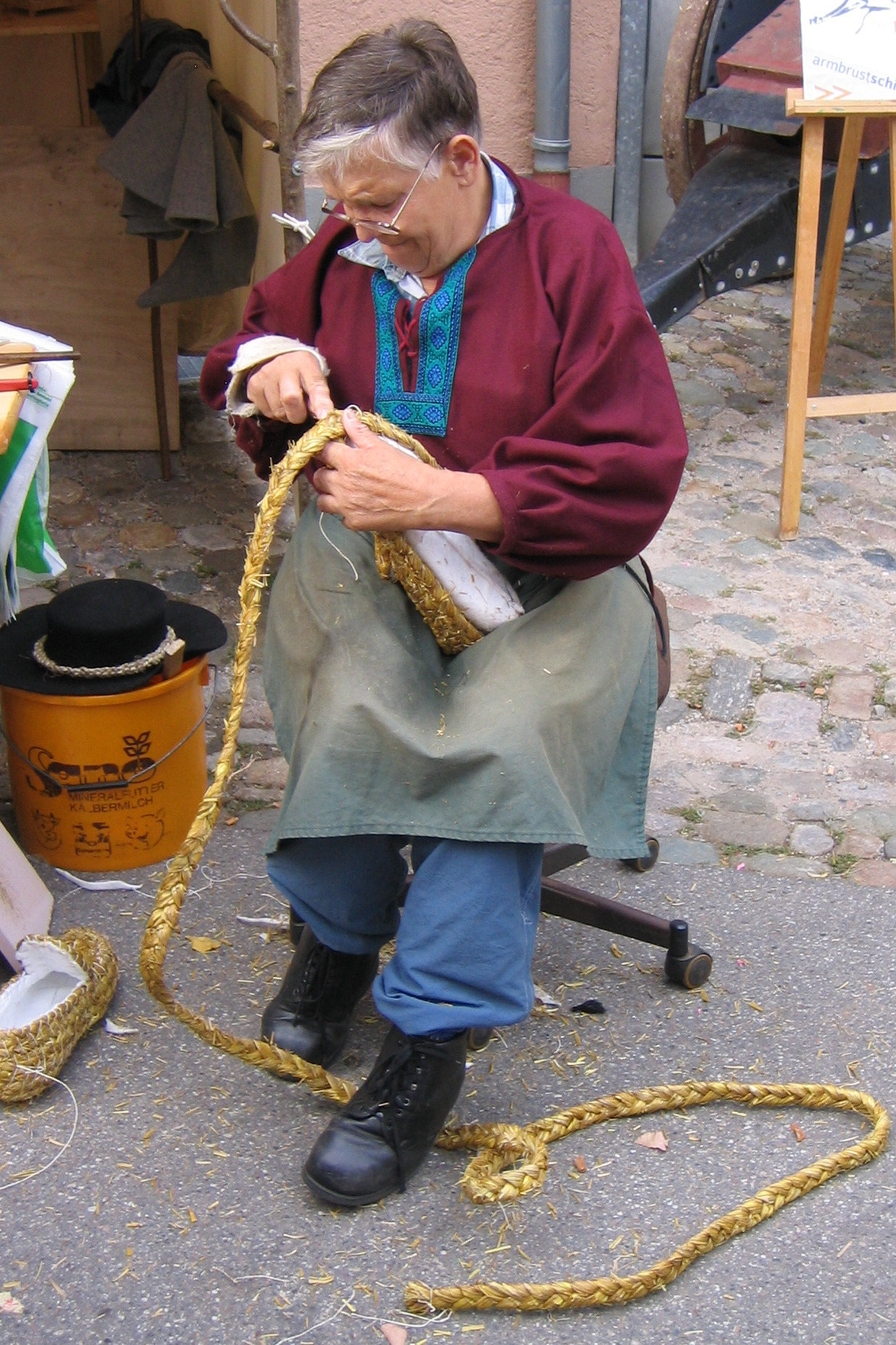
穿著傳統民族服裝的婦人在製作草鞋

德國黑森林地區也有穿草鞋的傳統，與東亞的草鞋不同，德式草鞋並非涼鞋款式，而是密頭鞋子。

## 其他
「草鞋」也是三合會的一個職稱，簡稱「九底」，主要負責對內外事務之聯繫，通常交遊廣闊。名稱源自明末一百二十八名僧侶及四名平民合力抵抗清军入侵中原，由於和尚多穿草鞋，因而得名。
此外，「著草」（穿著草鞋）也是香港黑社會的術語，指為逃避追捕而落跑逃亡。

## 另見
- 分趾鞋襪
- 下馱
- 双双草鞋送红军

## 外部連結
- 日本はきもの博物館